# Lawrence Doe
Lawrence Sokota Doe (ur. 3 września 1986 w Monrovii) – piłkarz z Gwinei Równikowej grający na pozycji środkowego obrońcy.

## Kariera klubowa
Karierę piłkarską Doe rozpoczął w liberyjskim klubie Saint Anthony FC, w którym grał w 2001 roku. W latach 2002–2004 grał w Mali, w klubach: Stade Malien, Djoliba AC i AS Sigui. Ze Stade Malien był mistrzem Mali w 2002 roku, a z Djolibą AC - Puchar Mali w 2003 roku. W latach 2004–2007 grał w Gwinei Równikowej, w klubie Renacimiento FC. Wywalczył z nim cztery kolejne tytuły mistrza Gwinei Równikowej.
W 2007 roku Doe wyjechał do Hiszpanii. W sezonie 2007/2008 grał w klubie Mengíbar CF, a w sezonie 2008/2009 - w CA Pulpileño. Jesienią 2009 grał w Águilas CF, a wiosną 2010 w omańskim Bahla Club. Jesienią 2010 ponownie był zawodnikiem klubu CA Pulpileño. Z kolei w 2011 roku odszedł do omańskiego Al-Shabab Seeb.

## Kariera reprezentacyjna
W reprezentacji Gwinei Równikowej Doe zadebiutował w 2006 roku. W 2012 roku został powołany do kadry na Puchar Narodów Afryki 2012.